# Chinees 3×3-basketbalteam (vrouwen)
Het Chinees nationaal 3×3-basketbalteam is een team van 3×3-basketballers dat China vertegenwoordigt in internationale wedstrijden. Het team staat onder verantwoordelijkheid van de Chinese Basketbalbond (CBA).

## Olympische Spelen
| Jaar        | Plaats             | WG                 | W                  | V                  | Spelers                                          |
| ----------- | ------------------ | ------------------ | ------------------ | ------------------ | ------------------------------------------------ |
| 2020 Tokio  | 3e                 | 10                 | 7                  | 3                  | Wan Jiyuan, Wang Lili, Yang Shuyu, Zhang Zhiting |
| 2024 Parijs | kwalificatie bezig | kwalificatie bezig | kwalificatie bezig | kwalificatie bezig |                                                  |
| Totaal      | 1/1                | 10                 | 7                  | 3                  |                                                  |

## Wereldkampioenschappen
| Jaar           | Plaats         | WG             | W              | V              | Spelers                                           |
| -------------- | -------------- | -------------- | -------------- | -------------- | ------------------------------------------------- |
| 2012 Athene    | gekwalificeerd | gekwalificeerd | gekwalificeerd | gekwalificeerd |                                                   |
| 2014 Moskou    | 11e            | 6              | 3              | 3              |                                                   |
| 2016 Guangzhou | 10e            | 4              | 3              | 1              |                                                   |
| 2017 Nantes    | 17e            | 4              | 0              | 4              |                                                   |
| 2018 Bocaue    | 4e             | 7              | 5              | 2              |                                                   |
| 2019 Amsterdam | 1e             | 7              | 7              | 0              | JiaYin Jiang, YingYun Li, Di Wu, ZhiTing Zhang    |
| 2022 Antwerpen | 3e             | 7              | 5              | 2              | Junwei Cao, Ji Yuan Wan, Lili Wang, ZhiTing Zhang |
| 2023 Wenen     | 4e             | 7              | 5              | 2              | Ji Yuan Wan, Lili Wang, Yi Zhang, ZhiTing Zhang   |
| Totaal         | 7/8            | 42             | 28             | 14             |                                                   |